# 拉凯赖斯图尔
拉凯赖斯图尔，是匈牙利费耶尔州所辖的一个村。总面积35.30平方公里，总人口3311，人口密度93.8人/平方公里（2011年1月1日）。